# Yvonne Chaka Chaka
Yvonne Chaka Chaka, née Yvonne Machaka en 1965, est une chanteuse, auteure, compositrice, femme d'affaires et humanitaire sud-africaine. Elle incarne une musique populaire dans son pays, mais aussi en Afrique australe ou Afrique de l'Ouest. Des chansons comme I'm Burning Up, Thank You Mister DJ, I Cry for Freedom, Makoti, Motherland et  Umqombothi  ont contribué à sa notoriété. La chanson Umqombothi est présente dans la scène d'ouverture du film de 2004 Hotel Rwanda.
Elle met également sa notoriété au service de plusieurs causes humanitaires.

## Biographie
Chaka Chaka est née à Dobsonville, à Soweto, en 1965. Son père est mort quand elle avait onze ans et sa mère, travailleuse domestique, est restée avec trois filles et un modeste salaire. « Quand j’étais petite », raconte-t-elle, « je grattais une boîte de conserve vide et soufflais dans un manche à balai en prétendant qu’elle était un microphone. J’ai chanté dans des chorales d’église. J’ai adoré chanter ».
En 1981, elle est la première adolescente noire mis en vedette à la télévision sud-africaine par sa participation à une émission, Sugar Shack, de découverte de jeunes talents. Mais c’est sa rencontre  avec un responsable du label Dephon Records en 1985 à Johannesbourg qui lance sa carrière. Elle connait une ascension fulgurante avec ses trois premiers albums à la fin des années 1980, durant le régime de l'apartheid en Afrique du Sud, et avec une musique populaire et dansante. Elle est surnommée la Princesse de l'Afrique. Son premier album s'appelle I’m in Love With a DJ. Des titres comme I'm Burning Up, I Cry for Freedom, Sangoma, Motherland et surtout Umqombothi, assurent immédiatement à Chaka Chaka un statut de star en Afrique du Sud, et au-delà au Zimbabwe, Kenya, Gabon, Sierra Leone, Côte d'Ivoire, etc., avec une musique mbaqanga inspirée de la musique  zoulou rurale. Elle étudie à l'Université d'Afrique du Sud, d'une part dans le domaine de la formation des adultes, d'autre part en gestion et en administration. Elle étudie également l'art dramatique au Trinity College.
Ses principaux succès, au-delà des titres remarqués de son premier album, sont Who’s The Boss, Be Proud to be African, Thank You Mr DJ, Back on my Feet, Rhythm of Life, Who's got the Power, Bombani (Tiko Rahini), Power of Afrika, Yvonne and Friends et Kwenzenjani . Durant sa carrière, elle côtoie des personnalités telles que Nelson Mandela (chantant notamment lors de son 85e anniversaire), ou encore Oprah Winfrey. Miriam Makeba dit d'elle « She’s my baby! », Hugh Masekela ajoute qu'elle est « my mad niece».
Yvonne a quatre fils avec son mari Minuscule Mhinga, qui est liée à Mavivi Myakayaka Manzini, militante anti-apartheid puis femme politique et députée sud-africaine. elle a indiqué publiquement qu'elle ne laisserait pas son mari prendre une deuxième femme et que, s'il insiste, il lui faudra partir
Elle a créé son propre label de musique et sa propre société de production.

## L'engagement humanitaire
Elle est engagée pour le Fonds Mondial de Lutte contre le SIDA, la tuberculose et le paludisme. Elle est envoyée spéciale pour l'Afrique de l'organisation des Nations Unies, et ambassadrice de bonne volonté pour le Partenariat Roll Back Malaria. Elle a été choisie par Nelson Mandela comme premier ambassadeur de son fonds pour les enfants, et a également créé son propre organisme de bienfaisance, appelée Fondation Princesse de l'Afrique de la Fondation, (utilisant un de ses surnoms sur scène). En 2012, elle a été la première femme africaine à recevoir le Crystal Award du Forum Économique Mondial.
Elle enseigne aussi en alphabétisation à temps partiel à l'Université d'Afrique du Sud, siège dans plusieurs conseils d'administration d'organisations caritatives et d'ONG, et siège au conseil d'administration de Société de tourisme de Johannesbourg.
En 2015, elle signe, avec 34 autres artistes et personnalités féminines , telles que Lady Gaga, Beyoncé, Sheryl Sandberg, une lettre ouverte dans le cadre de la campagne ONE. La lettre était adressée à Angela Merkel et Nkosazana Dlamini-Zuma, pour placer les droits des femmes (droits à l'éducation, à l'autonomie financière, et.), au cœur de la lutte contre la pauvreté et la faim.

## Discographie
Albums
- Thank You Mr. DJ (1986)
- Sangoma (1987)
- I'm Burning Up (1988)
- The Power of Afrika (1996)
- Back On My Feet (1997)
- Bombani (Tiko Rahina) (1997)
- Princess Of Africa: The Best of Yvonne Chaka Chaka (1999)
- Yvonne and Friends (2000)
- Yvonne and Friends (2001)
- Kwenzenjani (2002)
- Princess of Africa, Vol. 2 (2002)
- Celebrate Life (2006)

Compilations
- The Princess of Africa: The Best of Yvonne Chaka Chaka (1995)
- The Princess of Africa: The Best of Yvonne Chaka Chaka Vol. 2 (2002)

Contributions autres

- Urban Africa: Jive Hits of the Townships (1990)
- The Rough Guide to the Music of South Africa (1998, World Music Network)
- The Winds of Change: Words and Music of a Free South Africa (2004)
- 46664 - Part 2: Long Walk to Freedom (2004)
- Tales of African Folk: Southern Africa (2005)
- Hotel Rwanda - Motion Picture Soundtrack (2005)
- The Rough Guide to African Disco (2013, World Music Network)
- The Rough Guide to the Music of South Africa Vol. 2 (2006)
- Experience South Africa (2008)
- The Rough Guide to African Disco (2013)